# 渡辺麻耶
渡辺 麻耶（わたなべ まや、1980年1月4日 - ）は、日本のDJ。東京都出身。サンディ所属。J.CLIPと業務提携。

## 来歴・人物
血液型は、B型。日本女子大学人間社会学部卒。ロミロミセラピストの資格を所持しており、よく番組でその実力を披露している
趣味は、イルカと泳ぐ事など。本業のDJ以外にイベントMCや雑誌のコラムニストとして活動している。

## 出演

### 現在

#### ラジオ
interfm
- 脳活性ラジオ Dr.加藤 脳の学校（毎週土曜 21:30-22:00）
- Lazy Sunday（毎週日曜 11:00-15:00）

FM FUJI
- Bumpy（木曜担当、毎週木曜 13:00 - 15:44、16:00 - 18:50）

bayfm
- THE SELEC-TONE（ナレーション、毎週月曜 0:30 - 3:00、3:30 - 4:00）

### 過去

#### ラジオ
FMヨコハマ
- Yokohama Portside Square
- RADIO DOCK
- Yokohama Social Cafe

ZIP-FM
- PARADISE FRIDAY
- SATURDAY PRIME EMOTION
- MIDNIGHT JAMS
- THU ZONE 4（木曜日）
- SUN ZONE 1（日曜日）
- BREEZY SATURDAY

J-WAVE
- MAKE IT 21（アシスタント）
- WAKE UP TOKYO（Saschaの代打）
- Scenario f （ナレーション）

FM FUJI
- GOOD DAY （毎週木曜 10:00 - 15:49、2013年4月4日[2] - 2019年3月28日）

InterFM897
- Tokyo Brilliantrips（長野美郷の代打、2016年8月）
- Reborn-Art Radio（2016年11月-12月）
- Happy Hour!（毎週月曜 - 水曜 11:00-13:57、トムセン陽子の代打、-2017年10月）
- JAGUAR LAND ROVER presents UK DRIVING MUSIC TOUR（月曜 - 金曜 19:00-20:00 2018年3月限定 全22回）
- THE GUY PERRYMAN SHOW（毎週月曜 ・水曜・木曜 7:00-11:56、火曜 7:00 - 11:42、-2020年12月）

TS ONE
- ONE MORNING（毎週金曜 07:00-9:00、2016年3月-12月）
- HITS ONE powered by Billboard JAPAN（毎週月曜 17:00-19:00、2017年1月-6月）
- ONE STREAM（毎週月曜 - 金曜 9:00-10:00他、ナレーションのみ）

TOKYO FM
- TS ONE ONE STREAM（毎週月曜 - 水曜 20:30-20:55、2019年1月1日 - 3月27日、ナレーションのみ）

### テレビ
フジテレビ
- HEY!HEY!HEY!（ナレーション）

### ナレーション
- Victoria（店内放送ナレーション）
- 紳士服のはるやま（店内放送ナレーション）
- すかいらーくグループ（店内放送）

その他多数